# Mešní zpěvy
Mešní zpěvy (ve zkratce MZ) jsou zpěvník římskokatolické církve vydaný českou liturgickou komisí ve Vatikánu v roce 1989. Obsahují převážně staré písně (barokní a starší), po zavedení jednotného kancionálu často už pozapomenuté, což vedlo k malému rozšíření Mešních zpěvů navzdory jejich nesporné kvalitě. Jsou uspořádány jako graduál a pro každou neděli, slavnost a svátek a vybrané památky se v nich nacházejí čtyři různé písně (pro vstup, před evangeliem, k přípravě darů a k přijímání), jakož i příslušná odpověď k žalmu.